# Air-Tahoma-Flug 185
Auf dem Air-Tahoma-Flug 185 (Flugnummer: HMA185, Funkrufzeichen: TAHOMA 185) ereignete sich am 13. August 2004 ein schwerer Flugunfall. Bei dem Absturz einer Convair CV-580 der Air Tahoma, mit der ein Frachtflug im Auftrag der DHL Aviation vom Flughafen Memphis zum Flughafen Cincinnati durchgeführt wurde, kam ein Besatzungsmitglied ums Leben.

## Maschine
Die betroffene Maschine trug die Werknummer 68, wurde als Convair CV-340-31 gebaut und zu einem späteren Zeitpunkt in eine Convair CV-580 umgebaut. Die Maschine wurde am 22. Mai 1953 an die United Air Lines ausgeliefert, bei der sie mit dem Luftfahrzeugkennzeichen N73131 und dem Taufnamen Burbank in Betrieb genommen wurde. Die Maschine blieb bis November 1960 bei der United Air Lines in Betrieb. Am 28. November 1960 wurde die Maschine durch die Lake Central Airlines übernommen. Eine erneute Ummeldung erfolgte am 4. Januar 1968 infolge eines Umbaus und einer dadurch geänderten Typenbezeichnung. Nachdem die Lake Central Airlines in der Allegheny Airlines aufgegangen war, wurde die Maschine am 1. August 1968 mit dem neuen Kennzeichen N5841 auf ihre neue Eigentümerin zugelassen. Am 14. März 1978 übernahm die Mountain West Airlines die Maschine, im November 1978 wurde die Convair dann durch die Sierra Pacific Airlines betrieben. Am 6. September 1979 wurde die Maschine mit dem Luftfahrzeugkennzeichen N535SA auf ihre neue Eigentümerin Summit Airlines zugelassen, im September 1987 auf die Corporate Air. Am 6. Oktober 1987 übernahm die European Air Transport die Maschine und betrieb sie mit dem Luftfahrzeugkennzeichen OO-DHC im Namen der DHL Worldwide Express. Ab dem 25. Mai 2000 war die Maschine mit dem spanischen Kennzeichen EC-HMR an die Swiftair verleast. Ihr letztes Kennzeichen N586P erhielt die Maschine bei dem Unternehmen 580 Inc. Am 27. April 2004 wurde die Maschine auf die Air Tahoma zugelassen. Das zweimotorige Mittelstreckenflugzeug war mit zwei Turboproptriebwerken des Typs Allison 501-D13 ausgerüstet. Bis zum Zeitpunkt des Unfalls hatte die Maschine 67.886 Betriebsstunden absolviert.

## Besatzung
An Bord der Maschine befand sich lediglich eine zweiköpfige Besatzung, bestehend aus einem Flugkapitän und einem Ersten Offizier:
- Der 49-jährige Flugkapitän, der sowohl durch die Federal Aviation Administration als auch durch Transport Canada zum Kapitän zertifiziert war, flog seit dem 19. Juli 2004 für die Air Tahoma. Er besaß Musterberechtigungen für die Flugzeugtypen Convair CV-340, Convair CV-440, Convair CV-580 und Lockheed L-1011 TriStar. Von 1981 bis 1983 hatte der Kapitän in Khartum im Sudan für die Chevron Corporation Maschinen des Typs Convair CV-580 instand gehalten. Von 1983 bis 1985 arbeitete er als Flugingenieur an Bord der Lockheed L-188 Electra bei den Northwest Territorial Airways aus Yellowknife, Nordwest-Territorien, Kanada. Von 1985 bis 1987 war er Flugingenieur an Bord der Douglas DC-8 bei der Nationair aus Montréal, Kanada. Von 1987 bis 1993 war er Flugingenieur an Bord der Lockheed L-1011 TriStar. Er wurde in dieser Zeit bei der Gulf Air in Bahrain und den Vereinigten Arabischen Emiraten eingesetzt, aber auch bei der All Nippon Airways. Im April 1993 heuerte der Kapitän bei der Air Transat aus Montréal, Kanada an. Er wurde zunächst als Flugingenieur auf der Lockheed L-1011 TriStar eingesetzt. Im Mai 1999 wurde er zum Ersten Offizier befördert. Er leistete 104 Flugstunden im Rang des Ersten Offiziers in der TriStar ab, als er wegen Sparmaßnahmen bei der Air Transat wieder die Position des Flugingenieurs einnehmen musste. Während seiner Karriere bei der Air Transat ließ sich der Kapitän mehrmals freistellen, um für andere Fluggesellschaften als Kapitän oder Erster Offizier in Maschinen des Typs Convair CV-580 zu fliegen. So etwa war er im Jahr 1998 sechs Monate Erster Offizier bei der Air Wave Transport aus Toronto, flog in den Jahren 1999 bis 2003 mehrere Monate jährlich als Erster Offizier für die Nolinor Aviation aus Montréal, von November 2002 bis Juli 2003 als Kapitän für die Coastal Air Transport aus Mobile, Alabama, USA und im Sommer 2003 als Erster Offizier für die ConAir aus Abbotsford, British Columbia, Kanada. Im Dezember 2003 versagte er bei einer Eignungsprüfung für den Rang des Ersten Offiziers bei der Air Transat und beschloss, das Unternehmen nach Erhalt einer Abfindung zu verlassen. Aufzeichnungen der Air Tahoma zufolge verfügte der Kapitän über 2.500 Stunden Flugerfahrung, von denen er 1.337 Stunden in der Convair CV-580 absolviert hatte. Die Leistungen des Kapitäns waren während seiner Pilotenlaufbahn mehrmals missbilligt worden, so monierte ein Prüfer der Federal Aviation Administration (FAA) am 7. Februar 2003 einen fehlgeschlagenen Instrumentenpräzisionsanflug. Am 11. Februar 2003 wurde er erfolgreich in dieser Kategorie geprüft. Am 8. Mai 2003 missbilligte ein weiterer FAA-Prüfer einen fehlgeschlagenen NDB-Anflug. In dieser Kategorie wurde der Kapitän tags darauf erfolgreich geprüft.
- Der 37-jährige Erste Offizier war am 5. Mai 2004 durch die Air Tahoma eingestellt worden. Von Januar 1997 bis August 2001 war er Flugingenieur an Bord von Maschinen des Typs Boeing 727 der Ryan International Airlines mit Sitz in Wichita, Kansas. Nach seiner Entlassung arbeitete er von April 2002 bis März 2004 als Fluglehrer beim Unternehmen Douglas Aviation in Olive Branch, Mississippi und von Juli 2002 bis April 2003 ebenfalls als Fluglehrer für die Flugzeugtypen Cessna 152 und Cessna 172 beim Air Venture Flying Club, ebenfalls in Olive Branch, Mississippi. Ab Dezember 2002 bis Februar 2004 war er erneut als Erster Offizier an Bord der Boeing 727 bei der Ryan International Airlines eingestellt. Die Aufzeichnungen der Ryan International Airlines und der Air Tahoma wiesen für den Ersten Offizier eine Flugerfahrung von 2.488 Stunden aus, von denen er 1.564 im Rang des Flugingenieurs und 924 als Pilot Flying oder Erster Offizier absolviert hatte. Seine Flugerfahrung mit der Convair CV-580 belief sich auf 145 Stunden. Auch die fliegerische Leistung des Ersten Offiziers war während seiner Pilotenlaufbahn mehrmals missbilligt worden, so am 14. November 2001, als er gleich in mehreren Kategorien versagte. Das Fliegen von Steilkurven, die Einhaltung der Abflug- und Anflugverfahren, der Anflug mithilfe des Distance Measuring Equipment sowie der NDB-Anflug bereiteten ihm Probleme. Am 19. November 2001 absolvierte er die erneute Prüfung in allen Kategorien mit Erfolg. Eine weitere Missbilligung wurde am 10. April 2002 ausgesprochen, als der Erste Offizier am Boden versagte. Am gleichen Tag wurde er in dieser Kategorie nochmals erfolgreich geprüft.

## Unfallhergang

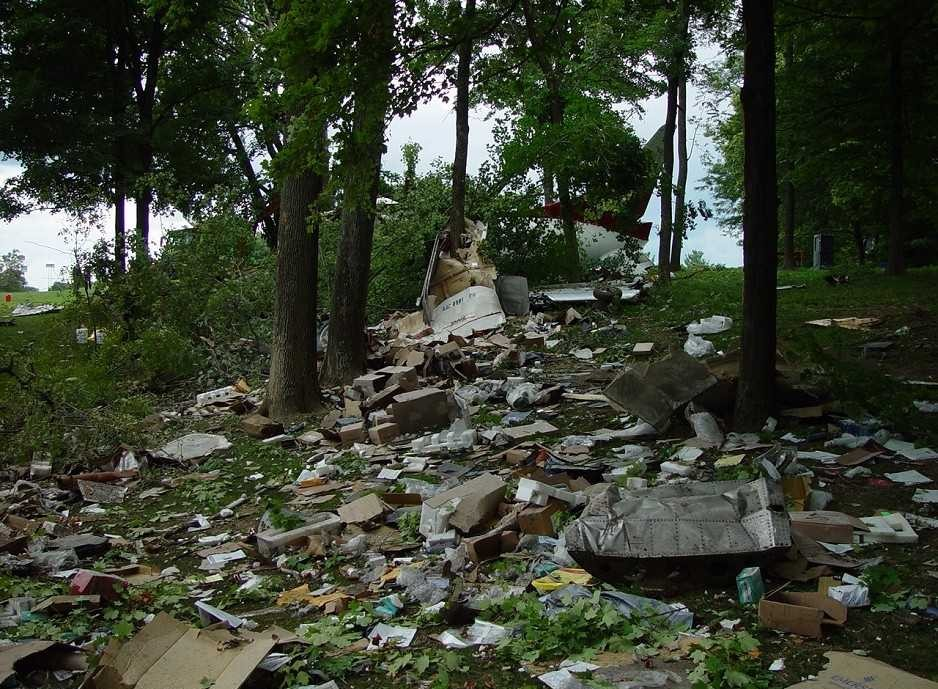
Das Trümmerfeld

Mit der Maschine wurde an diesem Tag ein nächtlicher Kurierflug im Auftrag der DHL Worldwide Express geflogen, die Ladung bestand aus Päckchen und Paketen, die Maschine war mit einer Bemalung der DHL versehen.
Ungefähr 50 Minuten nach Beginn des Fluges aktivierte der Kapitän der Maschine die Funktion zum Umpumpen des Treibstoffs zwischen den Tanks und ließ diesen Modus fast 30 Minuten lang weiterlaufen, ohne den Vorgang zu überwachen. Während des Vorgangs war das Kraftstofftank-Absperrventil offen gelassen worden, was den genehmigten Verfahren widersprach und das Umpumpen von Kraftstoff vom linken Tank, an den die Kraftstoffpumpen angeschlossen waren, zum rechten Tank ermöglichte. Während des Sinkfluges fielen durch den dadurch erzeugten Treibstoffmangel beide im linken Kraftstofftank befindlichen Kraftstoffpumpen aus, nachdem sie Luft eingesaugt hatten. Dies führte in der Folge zu einem doppelten Triebwerksausfall. Die Piloten versuchten noch, im Gleitflug den Zielflughafen zu erreichen, was ihnen jedoch nicht gelang. Die Maschine ging um 0:49 Uhr Ortszeit nur einen Kilometer südlich des Flughafens, beim sechsten Loch des World Sport Golf Course zu Boden, wobei sie auseinanderbrach und gegen eine Baumreihe schlitterte. Der Flugkapitän erlitt bei dem Unfall nur leichte, der Erste Offizier dagegen tödliche Verletzungen.

## Ursache
Das National Transportation Safety Board nahm nach dem Unfall die Ermittlungen auf. Die Ermittler kamen zu dem Schluss, dass der Unfall dadurch verursacht wurde, dass der Kapitän die vorgeschriebenen und im Flughandbuch festgehaltenen Verfahren zum Umpumpen von Kraftstoff missachtet hatte. Ferner seien die Tankanzeigen zum kritischen Zeitpunkt nicht überwacht worden. Als beitragende Faktoren wurden eine unzureichende Flugplanung durch den Kapitän und die Tatsache, dass er seine Aufmerksamkeit von den Vorgängen im Kraftstoffsystem abgewendet hatte, angegeben. Zudem hätten die Piloten nicht beachtet, dass sich die Steuereigenschaften der Maschine durch die ungleiche Lastverteilung nach dem Umpumpen des Kraftstoffs verändert hatten.